# Industrie Cinematografiche Italiane
Pour les articles homonymes, voir ICI.
Industrie Cinematografiche Italiane (littéralement : les industries cinématographiques italiennes) ou ICI est une société publique créée en Italie dans les années 1930 par le gouvernement fasciste pour piloter la production et la distribution cinématographiques.

## Filmographie sélective
- 1943 : Les Amants diaboliques (Ossessione) de Luchino Visconti